# Introjecció
La introjecció és un concepte psicoanalític desenvolupat entre 1909 i 1912 per Sándor Ferenczi al seu article “Transferència i introjecció". La introjecció és un procés que posa en relleu el pas fantasmàtic de l'exterior a l'interior. El concepte s'acosta al d’identificació i sovint s'oposa al mecanisme de projecció.

## Història del concepte

### Ferenczi
Per a Ferenczi, «Tot i que el paranoic expulsa del seu ego les tendències que s'han tornat desagradables, el neuròtic busca la solució portant al seu ego la major part del món exterior possible, en ser objecte de fantasies inconscients.» En un segon pas, Ferenczi ampliarà aquesta concepció: «Qualsevol amor objectiu o qualsevol transferència és una ampliació de l'ego» i, el 1912, especifica: «Descric la introjecció com l'extensió de l'interès autoeròtic inicial al món exterior mitjançant la inclusió dels seus objectes en l'ego... Bàsicament, l’home només pot estimar-se a si mateix; si estima un objecte, l’absorbeix.»

### Freud
Per a Freud, en el seu text Pulsions et destin des pulsions de 1915, la introjecció s'oposa encara més clarament a la projecció. De fet, s'oposa al «plaer purificat de l'ego» que està format per una introjecció de tot el que constitueix una font de plaer per a la «realitat de l'ego» que opera mitjançant una projecció fora de tot el que és motiu de disgust. Més tard, Freud reprendrà el concepte de nou a Trauer und Melancholie (Tristesa i malenconia) després el 1923 l’inclourà en la formació del superjò.

### Abraham
Llavors és Karl Abraham qui tornarà a la noció de dol abans que prengui la importància que li donarien Melanie Klein i els kleinians: La pèrdua real d’un objecte també és seguida temporalment per una introjecció de l’ésser estimat; el dol, escriu, conté compensació: l'objecte estimat no es perd perquè ara el porto dins meu i mai el perdré. Abraham descriu minuciosament el procés d’introjecció a partir de les seves experiències clíniques amb melancòlics (entès en el sentit de psicòtics). Relaciona les seves idees amb les seves altres teories sobre el desenvolupament de la libido amb etapes i subetapes orals, anals i fàl·lics. La introjecció es descriu així com una ingestió oral real de l'objecte: posa de manifest la creença en la presència física d'entitats a l'interior del cos. Per a ell, la "incorporació - introjecció" es troba al registre de la unitat oral mentre la projecció està lligada a l'analitat. Per a Abraham i després, seguint-lo, per a Klein, la introjecció és el procés psíquic i la incorporació és la fantasia subjacent.

### Klein
Melanie Klein reprendrà la noció de nou, però, si bé per Freud en particular, va implicar la pèrdua d’un objecte, per a Klein i els seus successors, descriu un mecanisme de defensa contra les primeres experiències viscudes que donen lloc a ansietat pel món i els objectes interns. Per a l'ego es tracta de protegir els "bons objectes interns" dels "objectes interns dolents". És un mecanisme precursor de la posició depressiva. La seva posició esquizo-paranoica mobilitza predominantment la projecció. Com en l'etapa depressiva, la introjecció és molt activa: aquests pares atacats i destruïts són immediatament introjectats i sentits pel nen com a part del seu món interior. Per als kleinians, per tant, la introjecció no situa exclusivament la pèrdua o el dol d’objectes com l’origen del procés; aquest darrer s'analitza com un dels primers, paral·lel al procés de projecció. És per tant l'equilibri entre els dos processos el que determina el funcionament psíquic normal.

## Introjecció i incorporació
Va ser Maria Torok qui va insistir en la distinció de Ferenczi entre incorporació i introjecció, que es basa en el fet que la introjecció és un fenomen de l'ordre del creixement i no de l'ordre de compensació. Per als kleinians, la incorporació i la introjecció són pràcticament equivalents.